# 9969 브라유
9969 브라유(9969 Braille)는 화성 횡단 소행성이다. 브라유는 태양을 3.58년 주기로 공전한다. 브라유는 불규칙한 모양을 지니고 있으며, 크기는 2.1 × 1 × 1 킬로미터이다. 브라유는 주로 감람석과 휘석으로 구성되어 있으며 Q형 또는 V형 소행성으로 분류된다.

## 발견 및 작명
E. F. 헬린과 K. J. 로렌스가 1992년 5월 27일 팔로마 천문대에서 미 항공우주국 PCAS 수행 중 발견하였다. 최초 붙었던 이름은 1992KD였으며, 이후 이 소행성의 이름은 행성협회 주관 '이 소행성에 이름을 붙이자' 행사에서, 케네디 우주 센터 소프트웨어 엔지니어였던 케리 밥콕의 제안으로, 점자를 발명한 루이 브라유의 이름을 붙였다.

## 참고 문헌
1. ↑  Buratti, B. J.; Britt, D. T.; Soderblom, L. A.; Hicks, M. D.; Boice, D. C.; Brown, R. H.; Meier, R.; Nelson, R. M.; Oberst, J.; Owen, T. C.; Rivkin, A. S.; Sandel, B. R.; Stern, S. A.; Thomas, N.; Yelle, R. V. (2004년 1월). “9969 브라유: 딥 스페이스 1호의 적외선 분광, 기하학적 반사도 및 분류(9969 Braille: Deep Space 1 infrared spectroscopy, geometric albedo, and classification)”. 《이카루스》 167 (1): 129 - 135. 2008년 1월 7일에 확인함.
2. ↑  Susan Lendroth (1999년 7월 28일). “Spacecraft Target Asteroid Named in Planetary Society Contest”. The Planetary Society. 2008년 1월 8일에 확인함.
3. ↑  MPC 35492 소행성 센터(Minor Planet Center)
4. ↑  “소행성 목표물이 새 이름을 얻다(Asteroid target gets new name)”. Cable News Network. 1999년 7월 26일. 2008년 1월 8일에 확인함.